# إدي موراي (لاعب كرة قدم)
إدي موراي (بالإنجليزية: Eddie Murray)‏ هو لاعب كرة قدم بريطاني في مركز نصف الجناح، ولد في 10 يوليو 1962 في Crosby, Merseyside ‏ في المملكة المتحدة. لعب مع نادي ألترينتشام ونادي ترانمير روفرز.